# Neustädter Friedhof

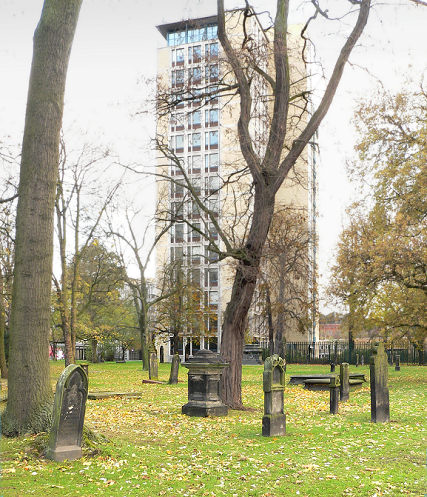
Vista do cemitério e atual parque a partir do Continental-Hochhaus

O Neustädter Friedhof em Hannover é um cemitério, em operação de 1646 a 1876, tombado como patrimônio público localizado na Königsworther Platz.

## Sepultamentos selecionados
1. Heinrich Marschner (1795–1861)

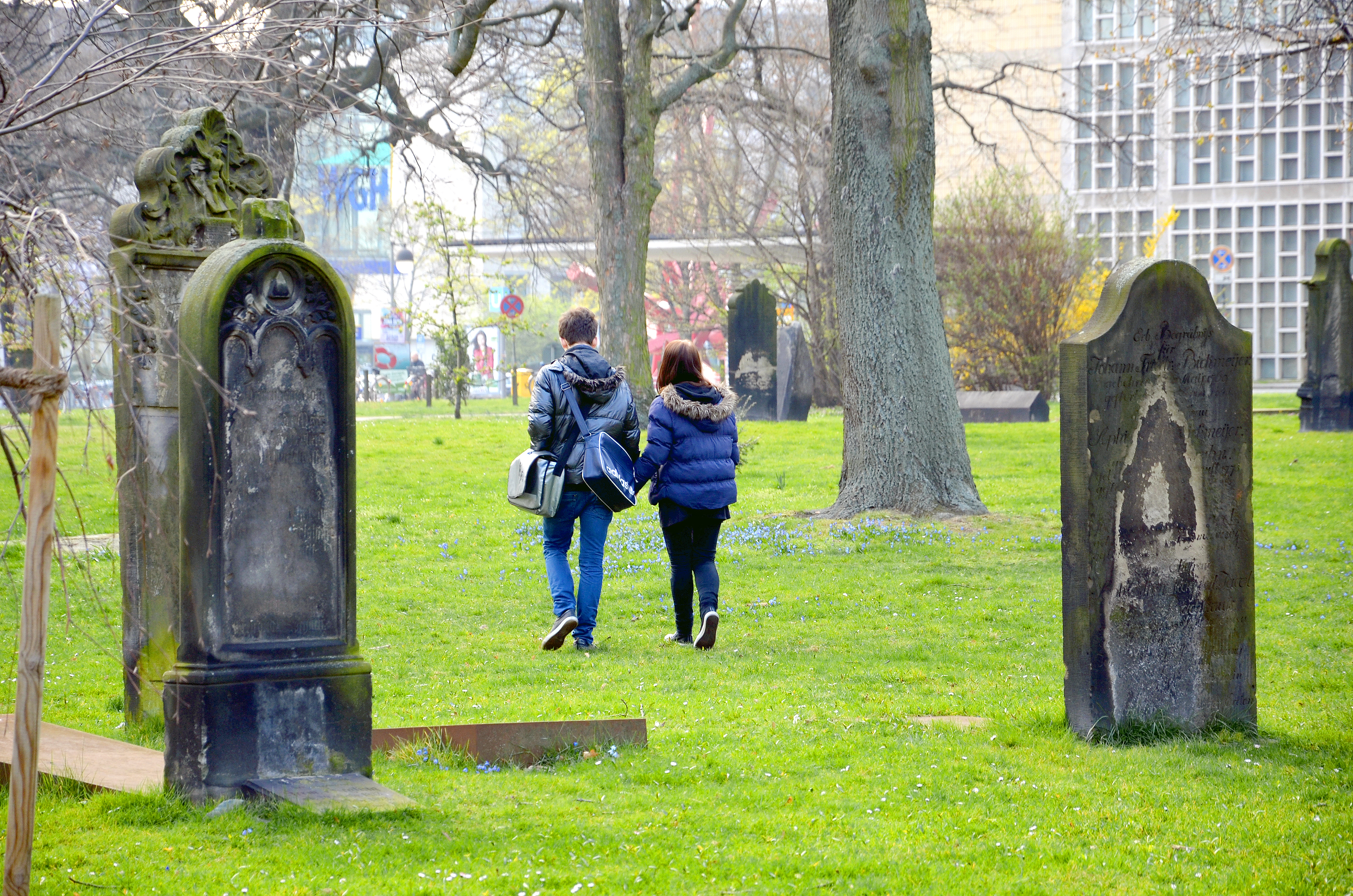
O cemitério na primavera durante a floração da Scilla

2. Anna Margaretha Borcherdings (1702–1716)[2]
3. Christoff Münster (1632–1676)
4. Johann Gerhard Helmcke (1750–1824)
5. Hammet und Hasan († 1691)[3]
6. Wassily Gawrilow († 1813)
7. Ernst Brandes (1758–1810)
8. Sepultura da Família Bahlsen
9. Johann Stieglitz (1767–1840)
10. Johann Georg Zimmermann (1728–1795)
11. Georg Wilhelm Glünder (1799–1848)
12. Friedrich August Christian Eisendecher († 1842)[4]
13. Jean von L’Estocq (1647–1732)[5]